# Talinella dauphinensis
Talinella dauphinensis är en tvåhjärtbladig växtart som beskrevs av S. Elliot. Talinella dauphinensis ingår i släktet Talinella och familjen Talinaceae. Inga underarter finns listade i Catalogue of Life.